# Championnat des joueurs de snooker 2023
Le championnat des joueurs 2023 est un tournoi de snooker de catégorie classée comptant pour la saison 2022-2023. L'épreuve se déroule du 20 au 26 février 2023 à l'Aldersley Village de Wolverhampton, en Angleterre. Elle est organisée par la WPBSA et parrainée par la société Duelbits.

## Déroulement

### Contexte avant le tournoi
Ce tournoi se présente comme la deuxième épreuve de la Coupe Duelbits, un ensemble de trois tournois britanniques inscrits au programme de la saison 2022-2023 de snooker. Il a commencé en janvier avec le Grand Prix mondial et se terminera en mars avec le championnat du circuit. Le dirigeant de la WPBSA Barry Hearn a décidé de mettre en place ce trio de tournois afin d'animer la fin de saison à la manière de la FedEx Cup en golf. En effet, le champ des joueurs se réduit au fur et à mesure des tournois : ils sont 32 qualifiés pour le Grand Prix mondial, puis 16 pour ce tournoi et seulement 8 pour le championnat du circuit, en se basant sur le classement mondial de la saison en cours.
Le tenant du titre est Neil Robertson, qui avait battu Barry Hawkins 10 manches à 5 en finale l'an passé.

### Faits marquants
Après être passé tout près du titre au pays de Galles la semaine précédente, Shaun Murphy glane un dixième tournoi classé en carrière, plus de trois ans depuis son dernier succès. Il domine Ali Carter en finale sur le score de 10 manches à 4. Il réalise 11 centuries lors du tournoi dont 5 lors de la finale. La domination de Murphy est totale puisqu'il détient les 5 meilleurs breaks du tournoi.

## Dotation
La répartition des prix est la suivante :
- Vainqueur : 125 000 £
- Finaliste : 50 000 £
- Demi-finaliste : 30 000 £
- Quart de finaliste : 15 000 £
- 1er tour : 10 000 £
- Meilleur break : 10 000 £

Dotation totale : 385 000 £

## Liste des qualifiés
Selon une liste spécifique établie sur la saison en cours — à l'opposé des classements usuels établis sur deux années —, les 16 joueurs qualifiés sont ceux ayant obtenu le plus de points depuis le championnat de la ligue 2022 (tournoi classé) et l'Open du pays de Galles 2023.
| Rang | Joueur         | Points totaux | Résultat         | Résultat                   |
| ---- | -------------- | ------------- | ---------------- | -------------------------- |
| 1    | Mark Allen     | 516 000       | 8es de finale    | éliminé par Joe O'Connor   |
| 2    | Ryan Day       | 144 000       | Quarts de finale | éliminé par Shaun Murphy   |
| 3    | Kyren Wilson   | 141 500       | Demi-finales     | éliminé par Shaun Murphy   |
| 4    | Robert Milkins | 139 500       | Quarts de finale | éliminé par Ali Carter     |
| 5    | Ali Carter     | 136 000       | Finale           | éliminé par Shaun Murphy   |
| 6    | Ding Junhui    | 130 500       | 8es de finale    | éliminé par Gary Wilson    |
| 7    | Mark Selby     | 125 500       | 8es de finale    | éliminé par Shaun Murphy   |
| 8    | Luca Brecel    | 116 000       | Quarts de finale | éliminé par Joe O'Connor   |
| 9    | Jack Lisowski  | 115 000       | 8es de finale    | éliminé par Luca Brecel    |
| 10   | Shaun Murphy   | 112 000       | Vainqueur        | face à Ali Carter          |
| 11   | Gary Wilson    | 107 500       | Quarts de finale | éliminé par Kyren Wilson   |
| 12   | Judd Trump     | 105 500       | 8es de finale    | éliminé par Ali Carter     |
| 13   | Tom Ford       | 103 500       | 8es de finale    | éliminé par Robert Milkins |
| 14   | Zhou Yuelong   | 79 500        | 8es de finale    | éliminé par Kyren Wilson   |
| 15   | Chris Wakelin  | 73 500        | 8es de finale    | éliminé par Ryan Day       |
| 16   | Joe O'Connor   | 72 000        | Demi-finales     | éliminé par Ali Carter     |

## Tableau
|  | 1er tour au meilleur des 11 manches | 1er tour au meilleur des 11 manches | 1er tour au meilleur des 11 manches |    |                | Quarts de finale au meilleur des 11 manches | Quarts de finale au meilleur des 11 manches | Quarts de finale au meilleur des 11 manches |  |    | Demi-finales au meilleur des 11 manches | Demi-finales au meilleur des 11 manches | Demi-finales au meilleur des 11 manches |  |   | Finale au meilleur des 19 manches | Finale au meilleur des 19 manches | Finale au meilleur des 19 manches |
|  |                                     |                                     |                                     |    |                |                                             |                                             |                                             |  |    |                                         |                                         |                                         |  |   |                                   |                                   |                                   |
|  | 1                                   | Mark Allen                          | 3                                   |    |                |                                             |                                             |                                             |  |    |                                         |                                         |                                         |  |   |                                   |                                   |                                   |
|  | 16                                  | Joe O'Connor                        | 6                                   |    |                |                                             |                                             |                                             |  |    |                                         |                                         |                                         |  |   |                                   |                                   |                                   |
|  | 16                                  | Joe O'Connor                        | 6                                   |    | 16             | Joe O'Connor                                | 6                                           |                                             |  |    |                                         |                                         |                                         |  |   |                                   |                                   |                                   |
|  |                                     |                                     |                                     |    | 16             | Joe O'Connor                                | 6                                           |                                             |  |    |                                         |                                         |                                         |  |   |                                   |                                   |                                   |
|  |                                     | 8                                   | Luca Brecel                         | 5  |                |                                             |                                             |                                             |  |    |                                         |                                         |                                         |  |   |                                   |                                   |                                   |
|  | 8                                   | 8                                   | Luca Brecel                         | 5  | Luca Brecel    | 6                                           |                                             |                                             |  |    |                                         |                                         |                                         |  |   |                                   |                                   |                                   |
|  | 8                                   |                                     |                                     |    | Luca Brecel    | 6                                           |                                             |                                             |  |    |                                         |                                         |                                         |  |   |                                   |                                   |                                   |
|  | 9                                   | Jack Lisowski                       | 4                                   |    |                |                                             |                                             |                                             |  |    |                                         |                                         |                                         |  |   |                                   |                                   |                                   |
|  | 9                                   | Jack Lisowski                       | 4                                   |    |                |                                             |                                             |                                             |  | 16 | Joe O'Connor                            | 4                                       |                                         |  |   |                                   |                                   |                                   |
|  |                                     |                                     |                                     |    |                |                                             |                                             |                                             |  | 16 | Joe O'Connor                            | 4                                       |                                         |  |   |                                   |                                   |                                   |
|  |                                     | 5                                   | Ali Carter                          | 6  |                |                                             |                                             |                                             |  |    |                                         |                                         |                                         |  |   |                                   |                                   |                                   |
|  | 5                                   | 5                                   | Ali Carter                          | 6  | Ali Carter     | 6                                           |                                             |                                             |  |    |                                         |                                         |                                         |  |   |                                   |                                   |                                   |
|  | 5                                   |                                     |                                     |    | Ali Carter     | 6                                           |                                             |                                             |  |    |                                         |                                         |                                         |  |   |                                   |                                   |                                   |
|  | 12                                  | Judd Trump                          | 5                                   |    |                |                                             |                                             |                                             |  |    |                                         |                                         |                                         |  |   |                                   |                                   |                                   |
|  | 12                                  | Judd Trump                          | 5                                   |    | 5              | Ali Carter                                  | 6                                           |                                             |  |    |                                         |                                         |                                         |  |   |                                   |                                   |                                   |
|  |                                     |                                     |                                     |    | 5              | Ali Carter                                  | 6                                           |                                             |  |    |                                         |                                         |                                         |  |   |                                   |                                   |                                   |
|  |                                     | 4                                   | Robert Milkins                      | 1  |                |                                             |                                             |                                             |  |    |                                         |                                         |                                         |  |   |                                   |                                   |                                   |
|  | 4                                   | 4                                   | Robert Milkins                      | 1  | Robert Milkins | 6                                           |                                             |                                             |  |    |                                         |                                         |                                         |  |   |                                   |                                   |                                   |
|  | 4                                   |                                     |                                     |    | Robert Milkins | 6                                           |                                             |                                             |  |    |                                         |                                         |                                         |  |   |                                   |                                   |                                   |
|  | 13                                  | Tom Ford                            | 5                                   |    |                |                                             |                                             |                                             |  |    |                                         |                                         |                                         |  |   |                                   |                                   |                                   |
|  | 13                                  | Tom Ford                            | 5                                   |    |                |                                             |                                             |                                             |  |    |                                         |                                         |                                         |  | 5 | Ali Carter                        | 4                                 |                                   |
|  |                                     |                                     |                                     |    |                |                                             |                                             |                                             |  |    |                                         |                                         |                                         |  | 5 | Ali Carter                        | 4                                 |                                   |
|  |                                     | 10                                  | Shaun Murphy                        | 10 |                |                                             |                                             |                                             |  |    |                                         |                                         |                                         |  |   |                                   |                                   |                                   |
|  | 3                                   | 10                                  | Shaun Murphy                        | 10 | Kyren Wilson   | 6                                           |                                             |                                             |  |    |                                         |                                         |                                         |  |   |                                   |                                   |                                   |
|  | 3                                   |                                     |                                     |    | Kyren Wilson   | 6                                           |                                             |                                             |  |    |                                         |                                         |                                         |  |   |                                   |                                   |                                   |
|  | 14                                  | Zhou Yuelong                        | 2                                   |    |                |                                             |                                             |                                             |  |    |                                         |                                         |                                         |  |   |                                   |                                   |                                   |
|  | 14                                  | Zhou Yuelong                        | 2                                   |    | 3              | Kyren Wilson                                | 6                                           |                                             |  |    |                                         |                                         |                                         |  |   |                                   |                                   |                                   |
|  |                                     |                                     |                                     |    | 3              | Kyren Wilson                                | 6                                           |                                             |  |    |                                         |                                         |                                         |  |   |                                   |                                   |                                   |
|  |                                     | 11                                  | Gary Wilson                         | 1  |                |                                             |                                             |                                             |  |    |                                         |                                         |                                         |  |   |                                   |                                   |                                   |
|  | 6                                   | 11                                  | Gary Wilson                         | 1  | Ding Junhui    | 3                                           |                                             |                                             |  |    |                                         |                                         |                                         |  |   |                                   |                                   |                                   |
|  | 6                                   |                                     |                                     |    | Ding Junhui    | 3                                           |                                             |                                             |  |    |                                         |                                         |                                         |  |   |                                   |                                   |                                   |
|  | 11                                  | Gary Wilson                         | 6                                   |    |                |                                             |                                             |                                             |  |    |                                         |                                         |                                         |  |   |                                   |                                   |                                   |
|  | 11                                  | Gary Wilson                         | 6                                   |    |                |                                             |                                             |                                             |  | 3  | Kyren Wilson                            | 3                                       |                                         |  |   |                                   |                                   |                                   |
|  |                                     |                                     |                                     |    |                |                                             |                                             |                                             |  | 3  | Kyren Wilson                            | 3                                       |                                         |  |   |                                   |                                   |                                   |
|  |                                     | 10                                  | Shaun Murphy                        | 6  |                |                                             |                                             |                                             |  |    |                                         |                                         |                                         |  |   |                                   |                                   |                                   |
|  | 7                                   | 10                                  | Shaun Murphy                        | 6  | Mark Selby     | 3                                           |                                             |                                             |  |    |                                         |                                         |                                         |  |   |                                   |                                   |                                   |
|  | 7                                   |                                     |                                     |    | Mark Selby     | 3                                           |                                             |                                             |  |    |                                         |                                         |                                         |  |   |                                   |                                   |                                   |
|  | 10                                  | Shaun Murphy                        | 6                                   |    |                |                                             |                                             |                                             |  |    |                                         |                                         |                                         |  |   |                                   |                                   |                                   |
|  | 10                                  | Shaun Murphy                        | 6                                   |    | 10             | Shaun Murphy                                | 6                                           |                                             |  |    |                                         |                                         |                                         |  |   |                                   |                                   |                                   |
|  |                                     |                                     |                                     |    | 10             | Shaun Murphy                                | 6                                           |                                             |  |    |                                         |                                         |                                         |  |   |                                   |                                   |                                   |
|  |                                     | 2                                   | Ryan Day                            | 0  |                |                                             |                                             |                                             |  |    |                                         |                                         |                                         |  |   |                                   |                                   |                                   |
|  | 2                                   | 2                                   | Ryan Day                            | 0  | Ryan Day       | 6                                           |                                             |                                             |  |    |                                         |                                         |                                         |  |   |                                   |                                   |                                   |
|  | 2                                   |                                     |                                     |    | Ryan Day       | 6                                           |                                             |                                             |  |    |                                         |                                         |                                         |  |   |                                   |                                   |                                   |
|  | 15                                  | Chris Wakelin                       | 2                                   |    |                |                                             |                                             |                                             |  |    |                                         |                                         |                                         |  |   |                                   |                                   |                                   |

## Finale
| Finale au meilleur des 19 manches Arbitre : Brendan Moore |                          |                              |
| Ali Carter (5) Angleterre                                 | 4 - 10 (2 - 6)           | Shaun Murphy (10) Angleterre |
| 1 122                                                     | Centuries Meilleur break | 5 145                        |
| Shaun Murphy remporte le championnat des joueurs 2023     |                          |                              |

## Centuries
- 145, 141, 137, 135, 133, 130, 112, 107, 105, 104, 103  Shaun Murphy
- 132, 125  Joe O'Connor
- 126  Ding Junhui
- 122, 107  Ali Carter
- 121, 104, 100  Kyren Wilson
- 115  Gary Wilson
- 104  Jack Lisowski
- 102  Ryan Day
- 100  Zhou Yuelong